# Stanisław Lubomirski (1583-1649)
Ne doit pas être confondu avec Stanisław Lubomirski (1704-1793), Stanisław Lubomirski (1722-1782) ou Stanisław Herakliusz Lubomirski.
Stanisław Lubomirski (1583-1649), magnat polonais, voïvode de Ruthénie (1625 ou 1628), Cracovie (1638). En 1647 il reçoit de Ferdinand III de Habsbourg le titre héréditaire de prince du Saint-Empire.

## Biographie
Stanisław Lubomirski est le fils de Sebastian Lubomirski et de Anna Branicka.
En 1609, il participe au siège de Smoleńsk (en) en finançant plusieurs unités militaires qu'il utilise pour maintenir l'ordre (et faire respecter sa volonté) dans la voïvodie de Cracovie. Ses troupes affrontent notamment les mercenaires Lisowczycy (en) qui pillent la région. Après la mort du grand hetman Jan Karol Chodkiewicz, il est nommé regimentarz et commande les troupes polonaises à la bataille de Chocim en 1621. En 1634, Lubomirski occupe le second rang du commandement en Ukraine après Stanisław Koniecpolski et en 1635, il se lie avec un négociateur français Claude de Mesmes, lors des négociations du Traité de Stuhmsdorf.
Lubomirski est un fervent catholique, il finance de nombreuses églises et s'oppose au plan de Ladislas IV Vasa qui voudrait épouser une princesse Calviniste. Il s'oppose également aux plans de guerre contre l'Empire ottoman.
Après la mort de son père, en 1613, Stanisław Lubomirski hérite d'un vaste domaine qu'il agrandit considérablement après son mariage avec Zofia Ostrogska, fille du prince Oleksander Ostrogski. En 1642, il possède 10 châteaux, 12 villes, 300 villages et de nombreuses forêts, lacs, moulins et mines de sel. Cela fait de lui un des plus puissants magnats polonais de son temps.

## Mariage et descendance
En 1613, Stanisław Lubomirski épouse Zofia Ostrogska. Ils ont cinq enfants:
- Aleksander Michał (mort en 1677), staroste de Niepołomicki, Rycki, Lubaczowski, Sandomierz (1636) et de Zator (1639), échanson de la reine (1641), écuyer de la Couronne (1645), voïvode de Cracovie (1668-1677);
- Jerzy Sebastian (1616-1667), staroste de Cracovie (1647), maréchal de la Cour de la Couronne la même année, puis grand maréchal de la couronne (1650), hetman de la Couronne (1658), staroste de Nowy Sącz et de Zips;
- Konstancja (vers 1618-1646), épouse de Kazimierz Franciszek Czarnkowski;
- Konstanty Jacek (en) (1620-1663), maître-d'hôtel et échanson de la Couronne (1658);
- Anna Krystyna (morte en 1667), épouse de Albert Stanisław Radziwiłł.

## Sources
- (en) Cet article est partiellement ou en totalité issu de l’article de Wikipédia en anglais intitulé « Stanisław Lubomirski (1583–1649) » (voir la liste des auteurs).

- (pl) Cet article est partiellement ou en totalité issu de l’article de Wikipédia en polonais intitulé « Stanisław Lubomirski (wojewoda krakowski) » (voir la liste des auteurs).